# Сигма Лебедя
Сигма Лебедя (лат. σ Cygni) — голубой сверхгигант в созвездии Лебедя. Видимая звёздная величина  равна 4,2. Объект принадлежит звёздной ассоциации Лебедь OB4 и находится на расстоянии 3300 световых лет от Солнца.
Вследствие расположения в диске Галактики, излучение звезды испытывает заметное поглощение межзвездной пылью: покраснение составляет 0.2 звёздной величины, а в целом поглощение составляет 0.6 звёздной величины в видимом диапазоне спектра. Если учесть данные эффекты,то светимость звезды можно оценить как 50000 светимостей Солнца.
Спектральный анализ излучения звезды показал, что фотосферные линии SiII и HeI проявляют признаки однотипной периодичной переменности. В указанных линиях период составляет 1,59 часа, возможно, это следствие осцилляций в звезде. Тем не менее, колебаний светимости обнаружено не было.
Химический состав звезды необычен. Содержание гелия довольно высокое, содержания же азота, кальция, церия и европия крайне высоки в сравнении с аналогичным количестваи в Солнце. Содержание углерода и алюминия мало по сравнению с солнечным налогичными.